# Hermonassa anthracina
Hermonassa anthracina är en fjärilsart som beskrevs av Charles Boursin 1967. Hermonassa anthracina ingår i släktet Hermonassa och familjen nattflyn. Inga underarter finns listade i Catalogue of Life.